# Pic arlequin
Picoides scalaris
Espèce
Statut de conservation UICN

 LC UICN 3.1 : Préoccupation mineure
Répartition géographique
Synonymes
- Picus scalaris (protonyme)
- Dendrocopos scalaris
- Dryobates scalaris

Le Pic arlequin (Picoides scalaris) est une espèce d'oiseaux de la famille des Picidae.

## Description
Il mesure 16,5 à 19 cm de longueur. Il est noir et blanc, avec un motif sur le dos et les ailes ressemblant aux barreaux d'une échelle. La croupe est mouchetée de noir, le ventre, la poitrine et les flancs sont crème. Les mâles adultes ont une couronne rouge qui est plus faiblement visible chez les immatures et qui n'existe pas femelles adultes.

## Reproduction
Il niche dans des cavités creusées dans des troncs d'arbre, ou dans des environnements arides, un grand cactus. La femelle pond entre 2 et 7 œufs, qui sont complètement blancs. Les œufs sont couvés par les deux sexes, mais la période de nidification et d'autres détails sont inconnus.

## Répartition
Son aire s'étend à travers le Mexique et régions avoisinantes des États-Unis et d'Amérique centrale.

## Galerie

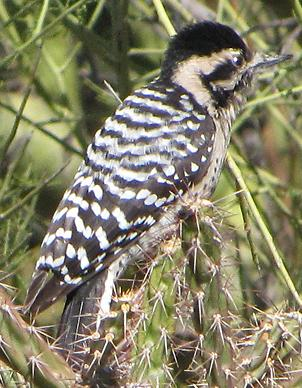
♀
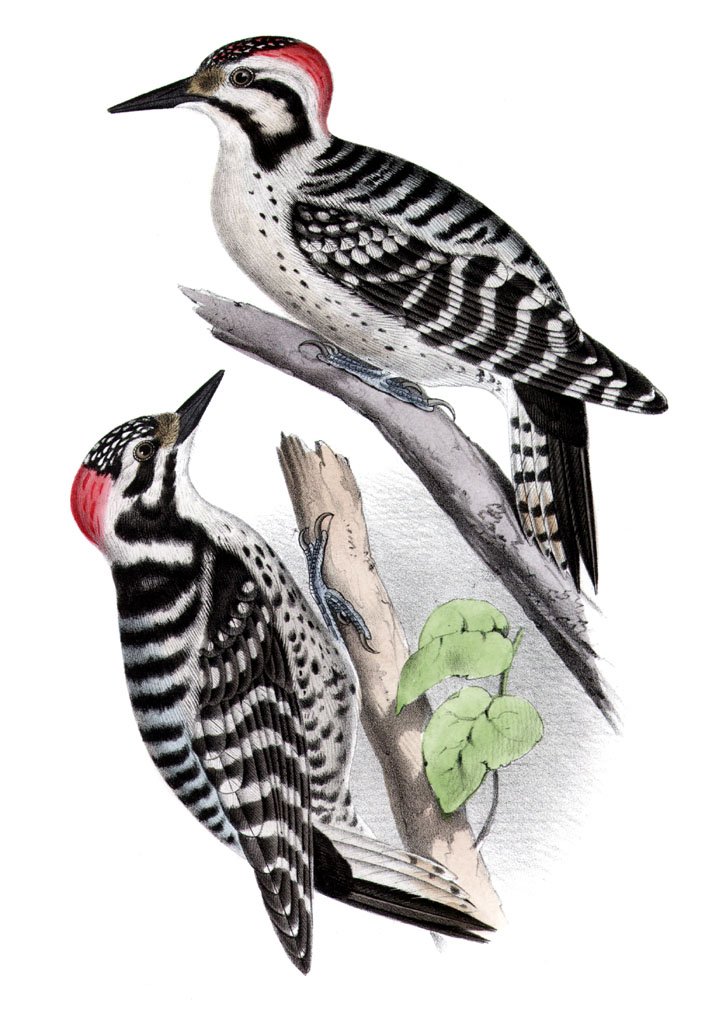
Comparaison entre le Pic arlequin (en haut) et le pic de Nuttall (bas).

## Sous espèces
D'après la classification de référence (version 5.2, 2015) du Congrès ornithologique international, cette espèce est constituée des neuf sous-espèces suivantes (ordre phylogénique) :
- Picoides scalaris cactophilus (Oberholser, 1911)
- Picoides scalaris eremicus (Oberholser, 1911)
- Picoides scalaris lucasanus (Xantus de Vesey, 1860)
- Picoides scalaris soulei (Banks, 1963)
- Picoides scalaris graysoni (S.F. Baird, 1874)
- Picoides scalaris sinaloensis (Ridgway, 1887)
- Picoides scalaris scalaris (Wagler, 1829)
- Picoides scalaris parvus (Cabot, 1844)
- Picoides scalaris leucoptilurus (Oberholser, 1911)